# Vagn Fabritius Buchwald
Vagn Fabritius Buchwald (født 23. juni 1929, Frederiksberg, død 22. april 2025) var en dansk meteoritforsker, professor, Dr.scient. og forfatter. Han blev berømt for i 1963 at have fundet meteoritten Agpalilik i Grønland. Han udgav desuden flere bøger om særligt jern-meteoritter og om jernets historie i Danmark.

## Karriere
Buchwald gik på Frederiksberg Gymnasium, hvor han blev student i 1947. Herefter studerede han kemi på Danmarks Tekniske Højskole (det nuværende DTU), hvor han blev cand.polyt. i 1953.
Han blev herefter ansat som forskningsstipendiat på Danmarks Tekniske Højskole og arbejdede med metallurgi og senere som amanuensis i 1955. I 1963 fandt han meteoritten Agpalilik i området omkring Thule. Dette var det sjette stykke af Ahnighito-meteoritten, og er verdens femtestørste stykke. Den består af jern og er den bedst undersøgte meteorit i den størrelse, idet Buchwald lod den skære over for at undersøge dens struktur.
Samme år lavede han en udstilling med alle de kendte stykker af Ahnighito-meteoritten, der var fundet inden Agpalilik. Det største af disse stykker var Savik I, på omtrent 3.400 kg.
I 1965 blev han lektor og i 1967-1968 var han gæsteprofessor på Arizona State University, hvor der forskes i meteoritter. Han gæstede ligeledes Smithsonian Institution i Washington D.C. fra 1968-1971, og var gæsteprofessor på Max Planck-Instituttets kemiafdeling i Berlin, Johannes Gutenberg-Universität Mainz i Mainz og Technion – Israel Institute of Technology i 1974.
I 1977 Dr.scient. fra Københavns Universitet med en afhandling om meteoritter kaldet Handbook of Iron Meteorites, I-III, Berkeley. Fra 1989-1998 var han docent for metallurgi på DTU.
Buchwald publicerede en stor mængde forskning vedrørende meteoritter og deres fundsteder. Siden 1967 registrerede og kategoriserede han jernmeteoritter fra hele verden, og udgav i 1968 World Map of Meteorites om dette. Han fokuserede særligt på meteoritter af jern, og flere af hans udgivelser omhandler netop dette, heriblandt Meteoritter: Nøglen til Jordens Fortid (1992) og Iron and Steel in Ancient Times (2005). I 2015 udgav han bogen Jernets Danmarkshistorie om fremstilling af jern i Danmark, dets brug og historie.
Han var medlem af kommissionen for videnskabelige undersøgelser i Grønland fra 1975 til 1989, og var siden 1978 medlem af Statens teknisk-videnskabelige forskningsråd. Året efter blev han medlem af Videnskabernes Selskab. I 1992 var han formand for en international kongres om meteoritter, der blev afholdt i København. I 1994 blev han medlem af Det Finske Videnskabsakademi og han har desuden været medlem af Dansk Geologisk Forening siden 1950'erne.

## Hæder
- 1971 Essoprisen
- 1995 Paul Bergsøe medaljen
- 2002 Erik Westerby-prisen

I 1988 blev asteroide nr. 3209 opkaldt efter Buchwald. Den blev fundet i 1982 af Edward L. G. Bowell på Anderson Mesa Station.
Mineralet Buchwaldit (it) som blev fundet i Agpalilik-meteoren er blevet opkaldt efter Buchwald.

## Privatliv
Buchwald blev født d. 23. juni 1929 på Frederiksberg som søn af professor ved landbohøjskolen Niels Fabritius Buchwald (1898-1986) og Karen Mikkelsen (1900-62).
Han blev gift i Tohmajaärvi, Finland d. 14. juli 1957 med Kirsti Canth.
Vagn Fabritius Buchwald er begravet på Gentofte Kirkegård.